# Angelo Taylor
Angelo F. Taylor (født 29. december 1978 i Albany, Georgia) er en amerikansk tidligere  atletikudøver (løber/hækkeløber), der gennem sin karriere har vundet tre OL- og tre VM-guldmedaljer.

## Atletikkarriere
Taylor løb, mens han gik i college på Georgia Tech University, og han blev nummer to ved de amerikanske collegemesterskaber i 1997 i 400 meter hækkeløb, inden han året efter vandt dette mesterskab. Derpå var han amerikansk mester i samme disciplin i hvert af årene 1999, 2000 og 2001, og han lå top ti på verdensplan 1998-2001.
Han deltog første gang ved OL i 2000 i Sydney, hvor han stillede op individuelt i 400 meter hækkeløb. Her var han sammen med sydafrikaneren Llewellyn Herbert favorit, og han vandt sit indledende heat, mens han i semifinalen blev nummer to efter Herbert. I finalen havde Taylor fået bane ét, hvilket normalt ikke er nogen fordel. Fra begyndelsen af løbet førte saudiaraberen Hadj Soua'an Al-Somaily overraskende, men Taylor nåede op på andenpladsen ved ottende hæk. På opløbsstrækningen indhentede han Al-Somaily, og med de sidste par skridt nåede han akkurat forrest og sikrede sig guldet i tiden 47,50 sekunder, mens Al-Somaily fik sølv med 47,53 og Herbert bronze med 47,81. Han var desuden en del af det amerikanske stafethold i 4 × 400-meterløb, hvor han løb indledende heat og semifinaleheatet, men ikke finalen, hvor USA vandt sikkert. Imidlertid blev det nogle år senere afsløret, at en af de amerikanske løbere havde været dopet i 1999, og han blev derpå frataget sin guldmedalje. Da det yderligere nogle år senere kom frem, at endnu en amerikaner indrømmede at have været dopet, blev hele det amerikanske hold diskvalificeret i OL-løbet.
Ved OL 2004 i Athen nåede Taylor semifinalen individuelt, inden han ved VM 2007 vandt bronze individuelt og var med på det amerikanske 4 × 400 m stafethold, der vandt guld. Ved OL 2008 i Beijing stillede Taylor igen op både individuelt og på stafetholdet. Individuelt vandt han både sit indledende heat og sin semifinale, inden han i finalen sikrede sig endnu en guldmedalje i et løb, der blev en sand amerikansk triumf, hvor hans landsmænd Kerron Clement og Bershawn Jackson fik henholdsvis sølv og bronze. I 4 × 400 m stafet var amerikanerne store favoritter, og med David Neville, Kerron Clement, Reggie Witherspoon og Taylor vandt de sikkert deres indledende heat, selv om både Storbritannien og Bahamas var hurtigere i deres indledende heat. I finalen stillede amerikanerne med LaShawn Merritt, Taylor, Neville og Jeremy Wariner, og de oparbejdede en lille føring foran Belgien, der dog blev passeret af Bahamas og Rusland på sidste tur. Dermed fik USA guld, Bahamas sølv og Rusland bronze, en medalje som de dog blev frataget senere, da det blev afsløret at en af de russiske løbere var dopet. I stedet gik bronzen til Storbritannien.
Taylor vandt derpå VM-guld i stafetten i 2009 og i 2011, og ved OL 2012 i London blev han nummer fem i 400 m hækkeløb. I 4 × 400 m stafet deltog han igen, men han løb ikke indledende heat, hvor Manteo Mitchell, Josh Mance, Tony McQuay og Bryshon Nellum blev nummer to i samme tid som Bahamas. I finalen stillede amerikanerne med Nellum, Mance, McQuay og Taylor, og efter at Bahamas havde ført første halvdel af løbet, overtog amerikanerne føringen på tredjeturen, inden Taylor på sidste tur blev indhentet af Ramon Miller fra Bahamas, der på de sidste 50 m løb fra Taylor, så Bahamas fik guld og USA sølv, mens Trinidad og Tobago fik bronze.

## Videre karriere
Taylor fungerede i en periode som ungdomstræner i atletik. Imidlertid blev han i 2005 arresteret under anklage for to tilfælde af forulempelse af 15-årige piger. Han tilstod nogle mindre lovbrud i den forbindelse og blev prøveløsladt, hvorpå han fortsatte sin træningsgerning. I løbet af 2010'erne blev det et større problem, og i 2019 blev han afskediget som træner på grund af kriminelle handlinger, der involverede mindreårige.